# 25751 Mokshagundam
25751 Mokshagundam è un asteroide della fascia principale. Scoperto nel 2000, presenta un'orbita caratterizzata da un semiasse maggiore pari a 2,3659093 UA e da un'eccentricità di 0,1790767, inclinata di 3,21789° rispetto all'eclittica.